# Accademia del Parnaso

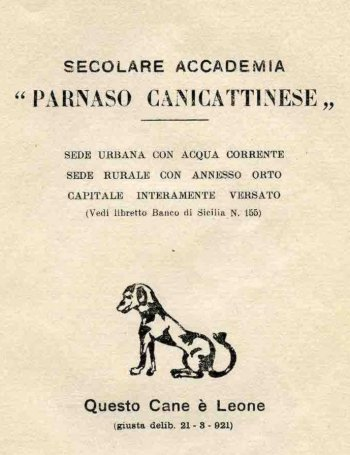

Esemplare del diploma della Secolare Accademia del Parnaso.

La Secolare Accademia del Parnaso canicattinese, sorta nel 1922 a Canicattì, era un'accademia piuttosto bizzarra che riuniva persone diverse per formazione politica e culturale, per idee e per carattere e di cui facevano parte professionisti, preti, osti, poeti, filosofi, ecc.

Prendeva il nome dal monte sacro alle Muse e della poesia si serviva per fare la satira sulla politica del tempo e per denunciare i vizi e le debolezze degli uomini. Aveva un suo statuto e i soci, che si chiamavano arcadi, si distinguevano in minori e maggiori. I più importanti erano i minori, infatti la carriera si faceva al contrario, nel senso che i maggiori potevano diventare minori e non viceversa. Per entrarvi non vi erano limiti di età, erano ammesse le donne e non era richiesta l'intelligenza. Infatti un articolo dello statuto diceva: «Il Parnaso, Accademia di Scienza, Lettere ed Arte, non fa ad alcun socio l'obbligo di essere intelligente… Anzi». I parnasiani prediligevano la poesia e che molti poeti entrarono a far parte dell'Accademia ma bisogna sapere chi era considerato poeta. Poeta era per i parnasiani non solo chi sapeva scrivere in versi ma anche chi "superata la minore età credeva nell'amore eterno e nella fedeltà delle donne", o chi credeva nel ritorno dall'al di là o chi ancora "sperava di moralizzare la vita pubblica".

Difficile definire l'Accademia del Parnaso. Si trattò di un'associazione di "umoristi". Venne definita nel 1938 dal critico Adriano Tilgher come: «La più audace e geniale satira politica e del costume.» Si trattò di un'associazione di "umoristi". 

L'intero Parnaso, con Apollo e le nove Muse, nella piazza centrale canicattinese

Un docente universitario e storico, come Santi Correnti, studioso di vicende, tradizioni, usi e costumi siciliani, nel suo  libro "La Sicilia che ride" ha potuto affermare: «Credo che sia difficile contendere la palma dell'umorismo istituzionalizzato in Sicilia alla "Secolare Accademia del Parnaso di Canicattì.» Il professor Correnti pone in rilievo nel suo  saggio che tale Accademia occupa "un posto veramente unico nella storia dell'umorismo isolano": e ciò, come egli dichiara, "non soltanto per le sue gesta, ma per il fatto - che nessun'altra Accademia del genere può vantare - che di essa fecero parte, quali Arcadi minori, personalità notissime". Egli elenca, quindi, i letterati, scrittori, poeti e artisti illustri che diedero la loro adesione alla Secolare Accademia del Parnaso Canicattinese: da Luigi Pirandello, Arnoldo Fraccaroli, Marco Praga, Trilussa, Angelo Romagnoli, Angelo Musco, Giovanni Gentile, Filippo Tommaso Marinetti, Marta Abba, Benedetto Croce, Salvatore Quasimodo.

Canicattì Piazza IV Novembre nei primi decenni del Novecento.

Michele Anselmo in "Memorie della Secolare Accademia del Parnaso di Canicattì" ha accennato ad una "filosofia dell'Accademia" in particolare ad un "filosofia sociale dell'Accademia" di natura "relativistica e disincantata"; ed ha individuato nelle opere degli arcadi un "intrecciarsi dialettico della parola e del silenzio".

Dice il prof. Diego Lodato nel suo libro sul Parnaso: "Veramente unica nel suo genere è stata l'Accademia del Parnaso di Canicattì, vivacizzata da "un'accolta di giovani, pieni di buon umore e d'intelletto". Essi si sono prodigati a creare un mondo fantastico in cui tutto si svolge alla rovescia, dove l'immaginazione si confonde con la realtà, dove la carriera si percorre a ritroso, dove i veri maggiori sono i minori, dove gli asini sono "saggi e sapienti" e dove i soci, detti arcadi, pur se nella vita discordi, si ritrovano poi, come le Muse sulle vette del Parnaso, tutti concordi, tutti amanti della poesia, tutti con i petti frementi di canti, o meglio, come è detto nel sottotitolo della "Parnasiana", "di canti, code, meditazioni e ragli": e tutto ciò con l'intento, come dice bene Lelio Sengrini, un amico dell'avvocato Francesco Macaluso, "di mettere in ridicolo la vita in ciò che questa meriti; di scherzare sulle scemenze umane e sulle cose serie; di prendere a gabbo i presuntuosi, i manierosi, i pieni di fumo, le fame malcreate".
La Secolare Accademia del Parnaso è riuscita con le sue burle anche a valicare i patrii confini, come dimostra la polemica con i giornalisti spagnoli sulla nazionalità di Cristoforo Colombo. Delle sue beffe e delle sue canzonature si è interessata pure la stampa locale e nazionale. Nel 1946 "L'Ora del Popolo" di Palermo pubblicava un divertente servizio di Giovanni Filippone che aveva per titolo "L'umanità vista dal ... Parnaso". Nel 1965 il "Gazzettino di Venezia" sfoggiava uno spassoso reportage di Giuseppe Mugnone intitolato "Gli eccezionali burloni del Parnaso di Canicattì". Nel 1970 "Il Tempo" di Roma dava lustro all'Accademia canicattinese con un brioso articolo di Francobaldo Chiocci dal titolo " Con una beffa a Canicattì si otteneva l'immortalità". Nel 1973 era "La Sicilia" di Catania, con la firma di Giuseppe Alaimo, a dedicare un'intera pagina a "L'Accademia che fece ridere l'Italia".

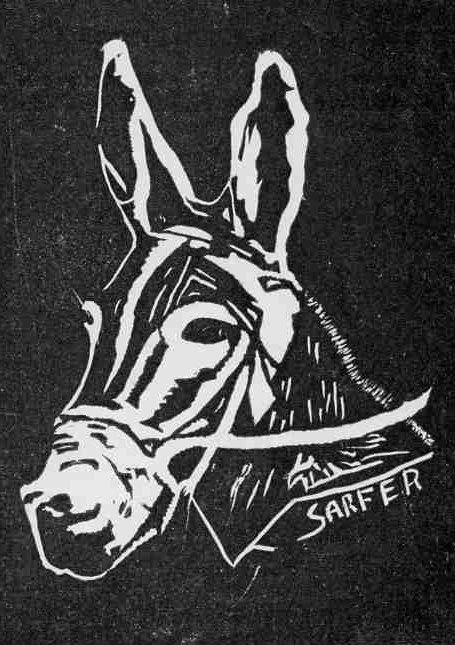
La scecca (asina) di patri Decu Martines, emblema dell'Accademia del Parnaso

Un arcade minore, in particolare, ha fatto tanto parlare di sé sulla stampa nazionale e anche estera: il barone Agostino La Lomia. figura di nobiluomo eccentrico, alla sua vita di estroso giramondo e al regno "sui generis" dell'isola taorminese di Capo La Croce, che egli aveva scelto come sede marina del Parnaso, a coronamento della sede urbana canicattinese "con acqua corrente" e della sede rurale "con annesso orto".
Sempre il prof. Lodato scrive: "Signoreggia nell'insieme Canicattì, culla e sede della Secolare Accademia del Parnaso, città madre, naturale o adottiva, di tutti gli arcadi, compresi quelli onorari di alto rango. La satira, l'ironia, l'umorismo, con le burle, le beffe e gli scherzi, gremiscono le vicende parnasiane dei vari capitoli e dei paragrafi in cui essi si suddividono. 
Tra gli arcadi minori hanno un posto di primo piano nelle vicende parnasiane il sen. Salvatore Sanmartino e il farmacista Diego Cigna, considerati i padri del Parnaso, e poi quelli che sono i poeti cantori della Secolare Accademia, l'avv. Francesco Macaluso e il sarto-poeta Peppi Paci. Ma tanti altri arcadi, minori e maggiori, si muovono e agiscono nelle pagine evocative dell'esilarante mondo della "somara saggia e tanto sapiente", mondo che destò un forte fascino sull'animo di numerosi uomini illustri e suscitò una così cordiale simpatia in Luigi Pirandello da far sì che egli, che di solito frequentava i grandi teatri delle metropoli d'Europa e d'America, venisse nel 1927 a Canicattì per rappresentare al Teatro Sociale i "Sei personaggi in cerca d'autore".